# Den kongelige Mønt (dokumentarfilm)
Den kongelige Mønt er en dansk dokumentarfilm fra 1937.

## Handling
Et besøg på Den kongelige Mønts fabrik på Amager Boulevard, hvor produktionen af mønter og sedler vises.